# Limenitis amida
Limenitis amida är en fjärilsart som beskrevs av Hans Fruhstorfer 1913. Limenitis amida ingår i släktet Limenitis och familjen praktfjärilar. Inga underarter finns listade i Catalogue of Life.